# مينيميروس دافيدي
مينيميروس دافيدي (Menemerus davidi) هو نوع من العناكب القافزة ينتمي إلى جنس مينيميروس ويعيش في شمال إفريقيا والشرق الأوسط. عُرف على هذا النوع لأول مرة في عام 1999 من قبل جيرزي بروسزينسكي وواندا فيسولوفسكا، حيث عملا بشكل مستقل في البداية ثم معًا. قامت فيسولوفسكا بنشر الوصف الأول، وهو واحد من أكثر من 500 وصف قدمته خلال حياتها.
هذا العنكبوت صغير الحجم، يبلغ طول ذبله (الجزء الأمامي الصلب) بين 2.3 و 3.0 مليمترات (0.091 و 0.118 بوصة) ومؤخر الجسم يبلغ طوله بين 2.2 و 3.2 مليمتراً (0.087 و 0.126 بوصة)، مع العلم أن الأنثى أكبر من الذكر. عادة ما يكون الذبل بنيًا غامقًا موحدًا، بينما يكون للمؤخر الجسم نمط من خطوط بنية فاتحة وبقع بيضاء تميزه عن الأنواع القريبة منه مينيميروس أنيماتوس [الإنجليزية].
ومع ذلك، فإن الأعضاء التناسلية هي التي تميز هذا النوع بشكل أكبر عن الأنواع الأخرى في الجنس. حيث يمتلك جهاز تناسلي داخلي مميز في الأعضاء التناسلية الأنثوية. تؤدي الفتحات التناسلية العريضة إلى أسفل مركز العنكبوت باتجاه المستودع المنوي [الإنجليزية]، بينما يوجد أيضًا قناة خلفية أضيق تؤدي إلى مؤخرة العنكبوت مع وجود مسام رائحة بارز في النهاية. يتميز الذكر بأنبوب أصغر بشكل ملحوظ وبروز ظهري مميز على الساق.

## التصنيف
مينيميروس دافيدي هو نوع من العناكب القافزة وصفه لأول مرة من قبل جيرزي بروسزينسكي وواندا فيسولوفسكا في عام 1999. كانت هذه واحدة من أكثر من 500 نوع حددتها عالمة العنكبوتيات البولندية فيسولوفسكا خلال مسيرتها المهنية، مما جعلها واحدة من أكثر علماء العنكبوتيات إنتاجًا في هذا المجال. قامت هي وبروسزينسكي بدراسة هذا النوع معًا في وقت واحد وقررا وصفه معًا، على الرغم من نشر وصف فيسولوفسكا أولاً. صنفا العنكبوت ضمن جنس مينيميروس. وُصف الجنس لأول مرة في عام 1868 من قبل عالم الحيوان الفرنسي أوجين سيمون ويضم أكثر من 60 نوعًا. يشتق اسم الجنس من كلمتين يونانيتين، وتعنيان "بالتأكيد" و "نهاري". يتشارك هذا الجنس في بعض الخصائص، بما في ذلك وجود سداد ضيق بيضاوي ثابت، مع أجناس هيبايوس و بيلينيس.
تحليل الجينات أظهر أن الجنس مرتبط بأجناس أخرى هي هيلفيتيا وفينتيلا. في السابق وُضعت ضمن قبيلة هيليوفانيناي، ولكن أعيد تصنيف القبيلة إلى كريسيليني [الإنجليزية] من قبل واين ماديسون عام 2015. تنتشر هذه القبيلة في معظم قارات العالم. وصُنفت ضمن تحت فرع حيوي سالترفريسيا في الفرع الحيوي ساليتكويدا [الإنجليزية]. في عام 2016، أنشأ بروسزينسكي مجموعة أجناس سُميت مينيميرين نسبة إلى هذا الجنس. الغالبية العظمى من الأنواع في مينيميرين هي أفراد من هذا الجنس، مع أمثلة إضافية من كيما وليبتوركستيس. اشتق اسم النوع من اسم الملك داوود ملك إسرائيل.

## الوصف

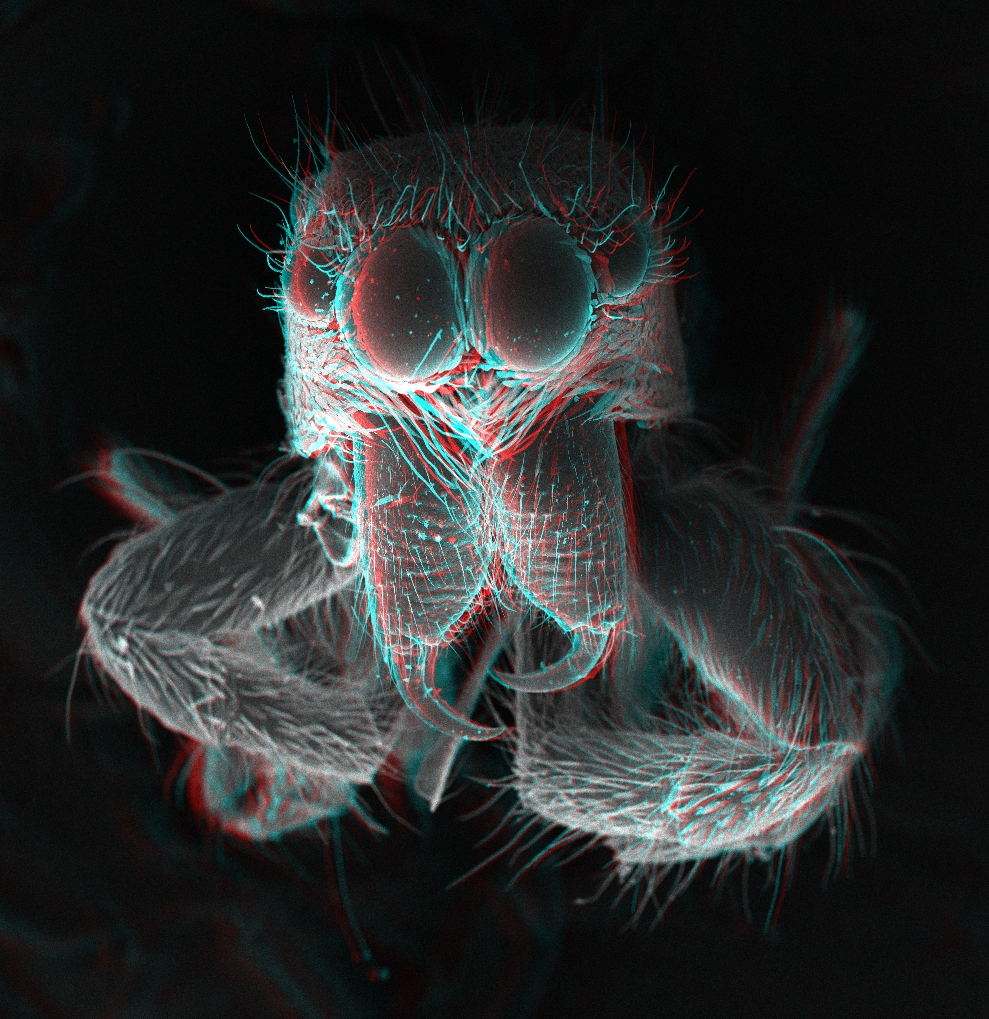
صورة ثلاثية الابعاد لكلاب عنكبوت قافز

مينيميروس دافيدي هي عناكب صغيرة. يبلغ طول ذبل الذكر بين 2.3 و2.7 ميليمتر (0.091 و0.106 بوصة) وعادة ما يكون طوله 1.9 ميليمتر (0.075 بوصة). لونها بني غامق تقريبًا بالكامل مع أعلى مغطى بشعيرات صغيرة غير مرئية تقريبًا باستثناء رقعة صغيرة بيضاء على شكل مثلث في منطقة العين التي تكون أغمق قليلاً. الجانبين خالية من الشعر. العنكبوت له كلاب قرني بنية داكنة. له شفة عليا وفك سفلي [الإنجليزية] برتقالي-بني. الزرفين ذات لون أصفر برتقالي. يتراوح طول مؤخر جسم العنكبوت بين 2.2 و 2.9 مم (0.087 و 0.114 بوصة) وعادة ما يكون عرضه 1.8 مم (0.071 بوصة). إنه فاتح اللون، مصفر مع نمط من شريط ضيق بني فاتح في المنتصف وبقع فضية على بقية الجزء العلوي. في بعض الأمثلة، يكون بنيًا. الجانب السفلي أصفر فاتح. لها مغزال و أرجل برتقالية. الأرجل مغطاة بشعر بني. أجهزة التناسل للعنكبوت مميزة. تكون اللوامس القدمية بنية فاتحة مع شعيرات بيضاء. الأبصال التناسلية قصيرة مع موصل صغير جدًا. إن النتوء القصبي البطني، أو السنبلة، طويل ويتناقص وينثني قطريًا. النتوء القصبي الظهري مسطح للغاية ويذكرنا بالشكل اللوحي. لها ثلاث فصوص على حوافها.
الأنثى أكبر من الذكر. وهي تشبه الذكر بشكل عام. الذبل لها شعر بني وأبيض يكون أكثر كثافة باتجاه الظهر. يتراوح طولها بين 2.7 و 3.0 مم (0.11 و 0.12 بوصة) وعرضها بين 2.0 و 2.1 مم (0.079 و 0.083 بوصة). البطن فاتح اللون مع شعيرات فاتحة على طول الحواف ونتوء من الشعر البني على السطح. يبلغ طولها بين 2.9 و 3.2 مم (0.11 و 0.13 بوصة) وعرضها بين 1.9 و 2.2 مم (0.075 و 0.087 بوصة). الجهاز التناسلي الداخلي هو بيضوي كبير يحتوي على جيوب عريضة جدًا متصلة معًا باتجاه الحافة الخلفية للعنكبوت. الفتحات التناسلية، الموضوعة على الجانبين في المنتصف، كبيرة وتؤدي إلى أسفل مركز العنكبوت إلى المستودعات المنوية. يوجد أيضًا قناة خلفية ضيقة تقود إلى مؤخرة العنكبوت مع مسام رائحة بارز في النهاية.
يصعب تمييز العناكب التي تنتمي لجنس مينيميروس. هذا النوع مشابه بشكل خاص لأنواع مينيميروس انيماتوس [الإنجليزية] ومينيميروس كاتاتوس ومينيميروس موديستوس [الإنجليزية]. يميزه البنية الداخلية للأعضاء التناسلية عن مينيميروس كاتاتوس بشكل أساسي. وهو على الأرجح وثيق الصلة بمينيميروس انيماتوس. يمكن تمييزه عن ذلك النوع عن طريق عدم وجود خط أبيض على حافة الذبل، وشكل مثلثي أقل تميزًا بكثير على المجال العيني، والشعيرات البيضاء القصيرة على حافة الدرقة والنمط المختلف على البطن. ومع ذلك، كما هو الحال مع الأنواع الأخرى، فإن دراسة البنية الداخلية للأعضاء التناسلية غالبًا ما تكون الطريقة الوحيدة للتفريق بينها. تختلف في شكل النتوء الظهري القصبي الذكري والسداد الأقصر وفتحات التناسل الأنثوية التي تكون نصف دائرية إلى حد ما بدلاً من الشقوق الرقيقة في الأنواع الأخرى.

## الانتشار
يعيش العنكبوت القافز مينيميروس دافيدي في فلسطين والأردن وفي جميع أنحاء شمال إفريقيا. عُثر على النموذج النوعي في طرابلس، ليبيا، على ارتفاع يتراوح بين 2200 و2400 متر (7200 و7900 قدم) فوق مستوى سطح البحر في عام 1948. كما تعرف عليها بالقرب من الجلفة بالجزائر. كان أول مثال يُعثر عليه في مصر قد أسيء تحديد هويته في الأصل على أنه هلالي الفخذ الفضي ولكن صُحح من قبل فيسولوفسكا في عام 1999. كما عُثر على أمثلة في الأردن وفلسطين، بما في ذلك عينة غرب مدينة القدس عُثر عليها عام 1957. وحُددت بعض هذه الأنواع بشكل خاطئ، هذه المرة على أنها مينيميروس أنيماتوس ومينيميروس سيميليمباتوس [الإنجليزية]. وصُححت هذه الأخطاء من قبل بروزينسكي في عام 2000.